# Ricerca e soccorso

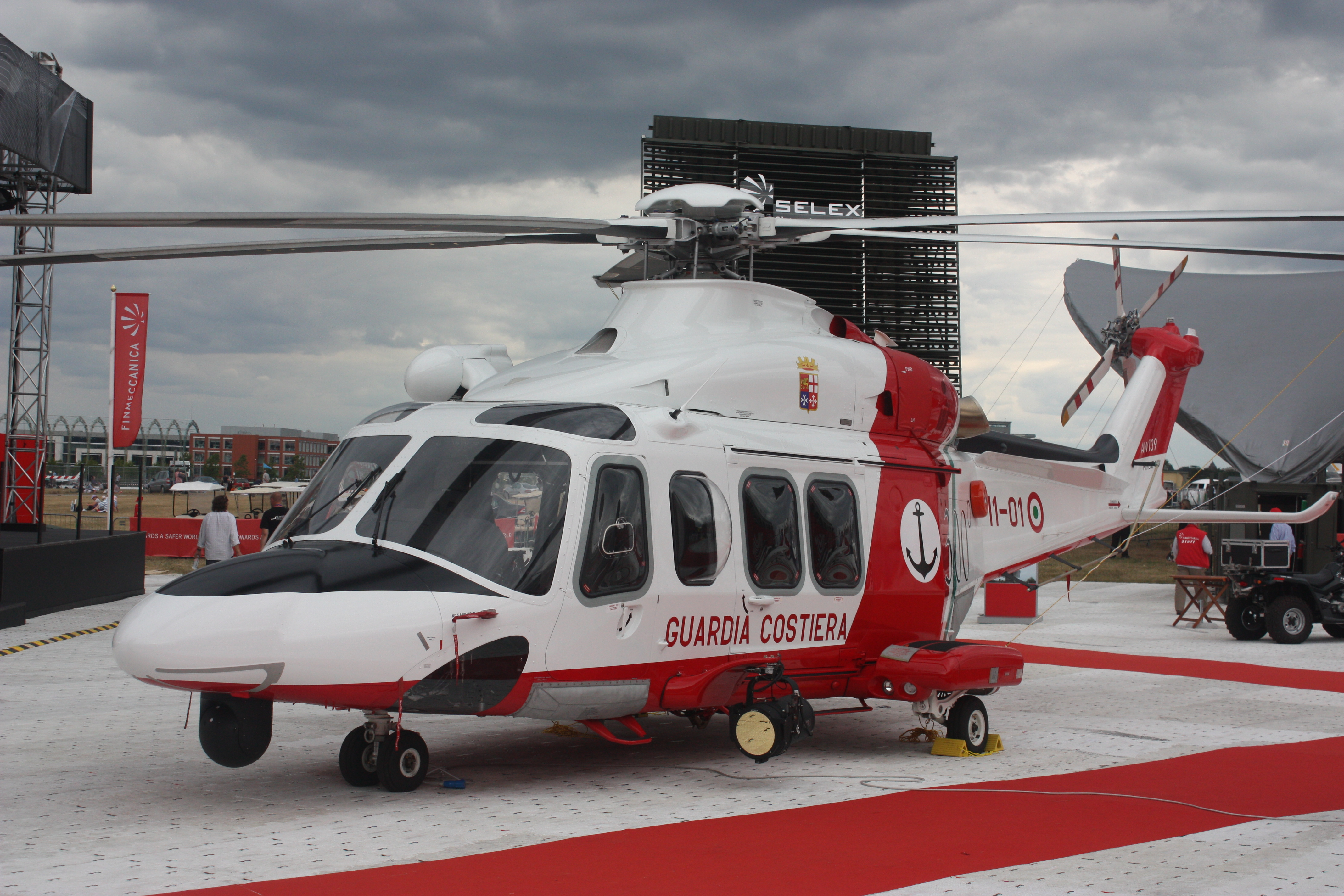
Un elicottero AW139 della Guardia Costiera, specializzato nel SAR marittimo.

Ricerca e soccorso, spesso abbreviato con l'acronimo SAR (dal termine inglese search and rescue), è una locuzione che indica un insieme di operazioni di ricerca, soccorso e salvataggio condotte da personale addestrato a tale scopo e all'impiego di specifici mezzi navali, aerei o terrestri volti alla salvaguardia della vita umana in particolari situazioni di pericolo e ambienti ostili quali montagna, terra o mare. Ogni paese ha assegnate delle zone di competenza nelle quali è tenuto a fornire una simile operatività.

## Nel mondo

### Italia
.

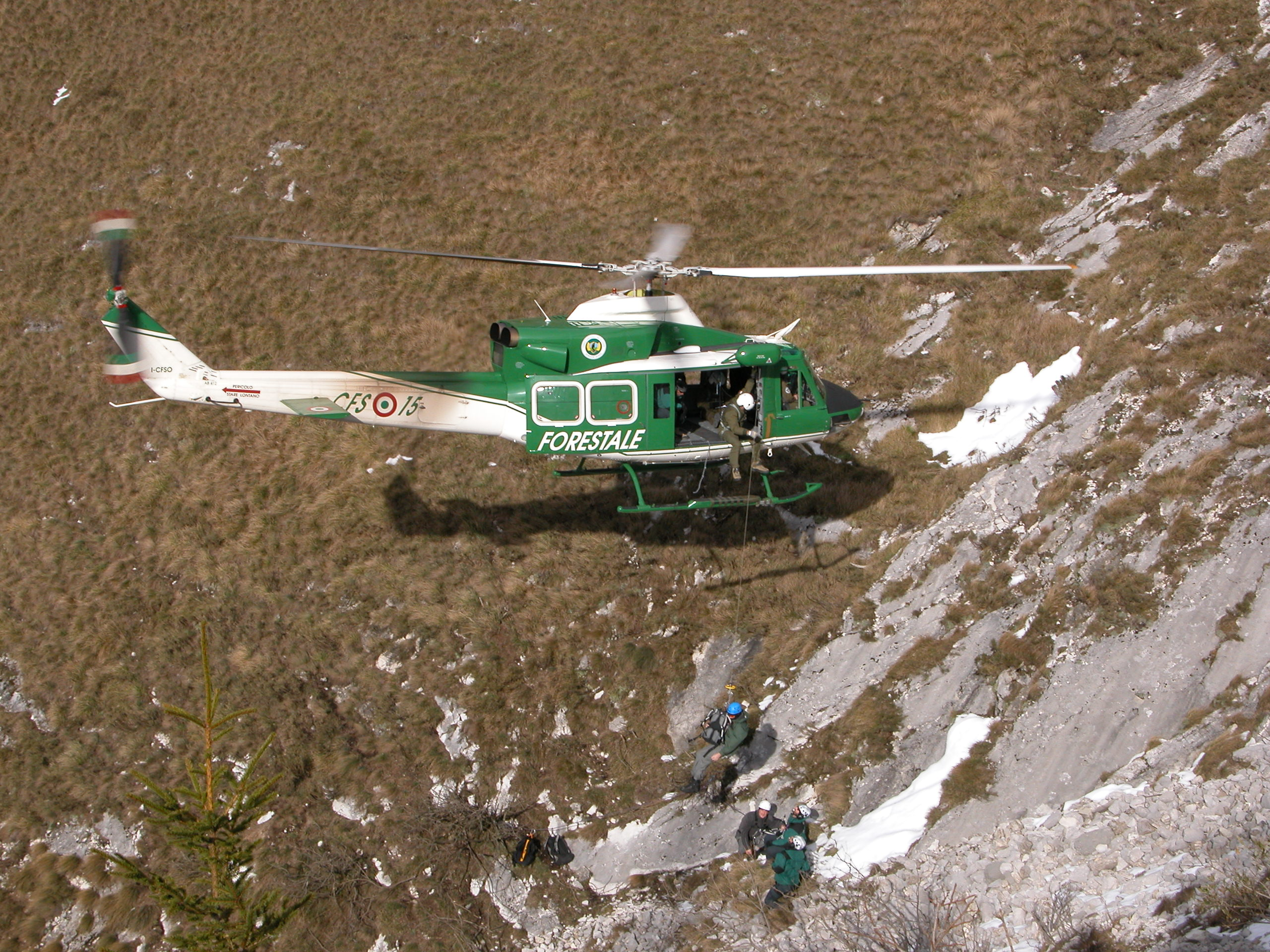
Un Agusta-Bell AB 412 del Corpo Forestale dello Stato durante una esercitazione di salvataggio.

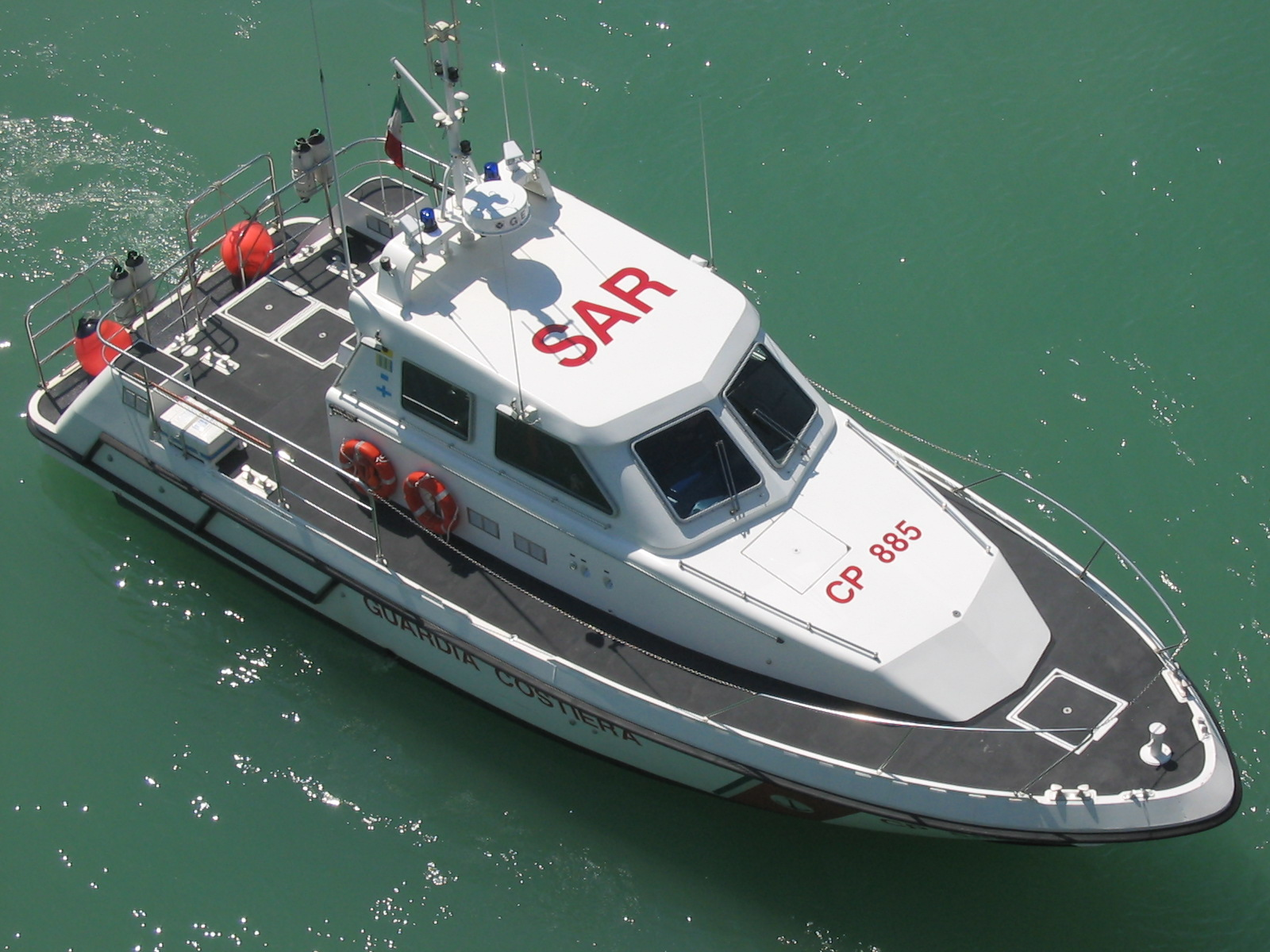
Una motovedetta della Guardia Costiera

Per l'Italia, il coordinamento e la conduzione delle operazioni SAR in mare sono affidate al Corpo delle Capitanerie di Porto - Guardia Costiera, che possiede un'articolata rete organizzativa ed una componente aeronavale dedicata. Tale organizzazione può avvalersi, al fine di salvaguardare la vita in mare, di altri assetti aerei e di superficie, statali e non.
Il SAR terrestre è affidato all'Aeronautica Militare, con il 15º Stormo, al Comando Truppe Alpine con le squadre speciali di Soccorso e Ricerca, al servizio Meteomont, alla Guardia di Finanza, al Corpo Nazionale dei Vigili del Fuoco, al Corpo Nazionale del Soccorso Alpino e Speleologico, oltre che alla Croce Rossa Italiana e ad altre organizzazioni di volontariato della protezione civile che, ognuna per la propria area di responsabilità, operano sul territorio nazionale con uomini e mezzi specializzati e costantemente addestrati.
Alle organizzazioni cui sopra, responsabili delle operazioni di coordinamento, concorrono le altre Forze Armate e Corpi dello Stato, nonché la Protezione Civile ed il Sistema nazionale SUEM 118, con propri mezzi ed un complesso sistema di Sale Operative e Centri di coordinamento secondari che, collegati insieme, creano il Sistema nazionale di ricerca e soccorso (SAR).

### Stati Uniti d'America

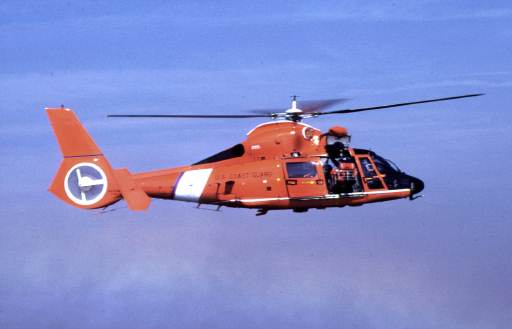
Un Dauphin della United States Coast Guard.

Il compito della ricerca e soccorso per gli Stati Uniti oltre che ai mezzi della US Navy e della US Air Force è affidata agli elicotteri della United States Coast Guard. Il mezzo più moderno impiegato è l'Aérospatiale SA 365 Dauphin nella tipica livrea rossa con la banda bianca. L'equipaggio destinato a tali tipi di velivoli si compone nel pilota, nel copilota e un meccanico di bordo che è anche l'addetto materiale alle operazioni di salvataggio in quanto si occupa di calare il cestello e coordinare il volo (l'hovering) dell'elicottero per facilitare il recupero del naufrago.
Fino al 1985 la procedura di salvataggio precedeva il riaggiungimento del punto del naufragio e l'uso del cestello per il recupero degli uomini in mare; in quell'anno però una missione SAR si tradusse in una tragedia: i naufraghi al limite dell'assideramento nelle fredde acque oceaniche non furono in grado di salire sul cestello e non poterono essere salvati. Fu allora introdotta un'altra figura professionale: quella del nuotatore. Uno specialista capace di tuffarsi con muta e pinne dall'elicottero in hovering per recuperare il naufrago e porlo nel cestello anche se incosciente. Tra gli elicotteri impiegati dalla USCG vi è anche il HH-60J JayHawk (una versione appositamente sviluppata dal famoso Black Hawk) che ha sostituito gli obsoleti HH-3F Pelican (elicotteri che erano in grado di ammarare).

## Altre modalità operative

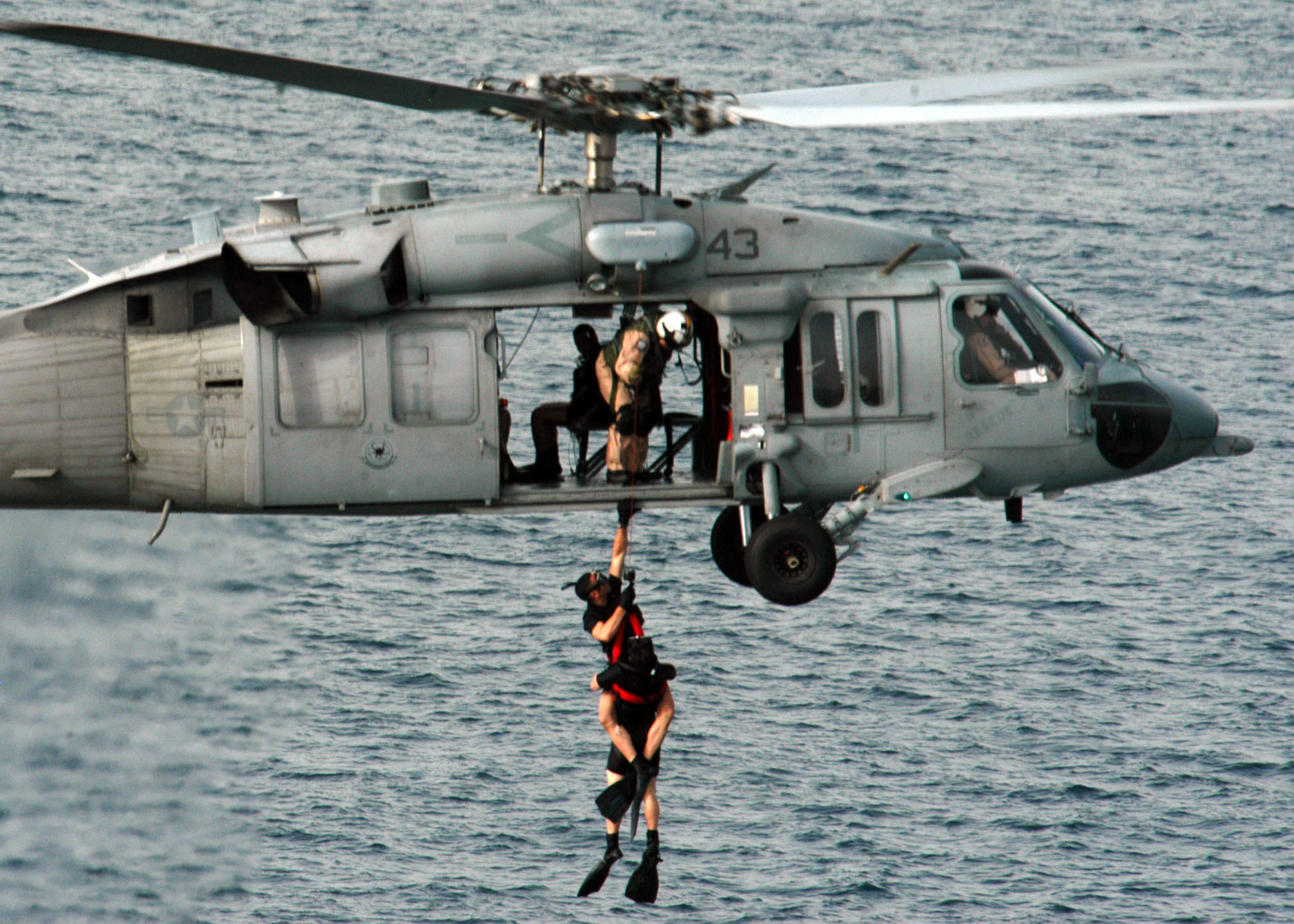
US Navy combat SAR

### C-SAR
In luoghi o situazioni di ostilità, ad esempio in caso di guerra, le operazioni di ricerca e soccorso vengono organizzate dalle forze armate alla stregua di operazioni militari, ricorrendo anche al combattimento se necessario, prendendo così il nome di Combat SAR (C-SAR).
La Ricerca e Soccorso in zona ostile (Combat Search And Rescue) comprende attività prettamente militari, ricorrendo al combattimento se necessario, per il recupero di elementi rimasti isolati, sopravvissuti di aerei abbattuti o di naufragi, anche feriti, prevedendo allo scopo unità predisposte allo scopo e personale particolarmente addestrato (combat medic).

### MSAR
La sigla MSAR invece significa Mounted Search And Rescue ("Mounted" in inglese significa "montato", nel senso di "a cavallo") e serve a indicare quelle operazioni di ricerca e salvataggio compiute con l'ausilio di una cavalcatura (o "montatura") a causa della particolare natura del terreno e del territorio.